# 鬼面節

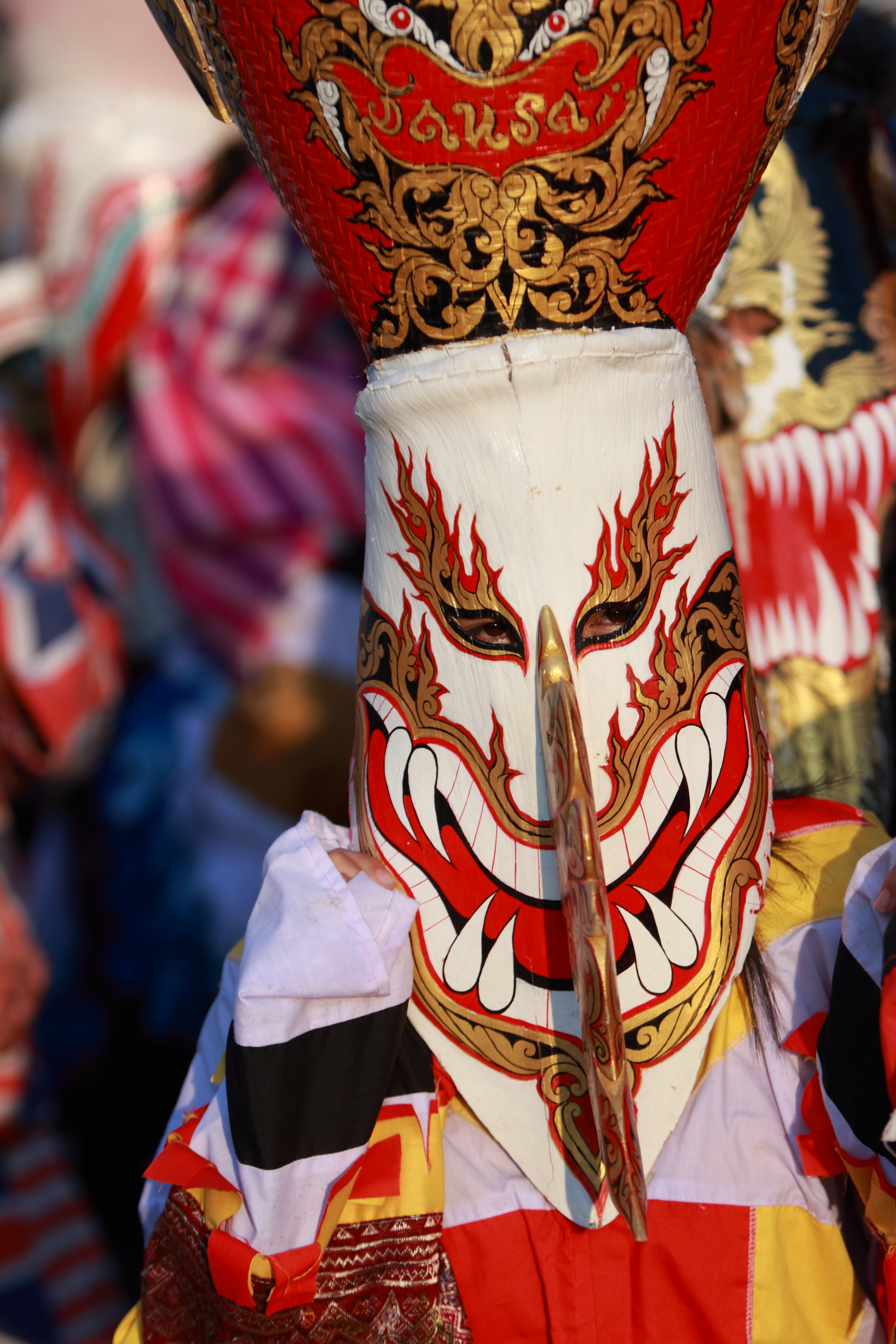
鬼面節面具

鬼面節（音譯“皮塔空”），又稱泰國鬼節，是泰國黎府當地舉行的節日，於每年6月至7月間舉行為期三天的活動，確切日期則由當地靈媒決定。整個活動期間稱為Bun Luang。節日的舉行寓意是為了祈求風調雨順，水果稻米皆能收穫豐收。“皮塔空”在泰文中也意味著“面目兇惡的鬼”。

## 活動
慶典的第一天稱為Wan Ruam，當地居民會迎請芒河的守護神Phra U-pakut來保護他們，接著會戴上以椰葉和竹子所製成的大型面具進行一連串慶典活動。第二天會上街遊行並且選出最佳鬼神，最後一天到佛寺誦經祈福。

## 由来
舉行鬼面節的目的是为纪念卫桑塔拉王子。相传王子是释迦牟尼佛的化身，他给人民带来了幸福和丰收，但是突然有一天他说他要重返天庭，而且希望所有人忘記他，众人得知这件事後非常伤心，天神得知此事為之感動，於是天神最後批准王子重返黎府。當王子回到黎府時，當地男女老幼以及妖魔鬼怪一同歡迎王子回來，然而這些鬼怪的出現驚嚇到當地民眾。為了撫慰群鬼，就定期舉辦祭典祭祀，而鬼面節就是用來紀念王子  。 
另一種說法是古代有一位富家千金愛上一位窮困的農家子弟，因為受到眾人反對，於是兩人決定私奔。後來他們被人追趕躲進佛塔洞穴中，且洞穴口被人封死，結果兩人餓死成為厲鬼騷擾當地居民。村民形容這對男女鬼長相青面獠牙，於是便臣服他們，並稱男鬼為「昭帕光」，稱女鬼為「昭湄喃天」。村民為了平息怨氣，便舉辦鬼面節祈求平安。

## 外部連結
- The Phi Ta Khon Ghost Festival - Assumption University
- Phi Ta Khon - Thai Ways Magazine
- Phi Ta Khon - Festivals of Thailand （页面存档备份，存于）